# Anastasios Gawrilis
Anastasios „Tasos” Gawrilis (gr. Αναστάσιος «Τάσος» Γαβρίλης, ur. 21 grudnia 1952) – grecki żeglarz sportowy. Brązowy medalista olimpijski z Moskwy.
Zawody w 1980 były jego jedynymi igrzyskami olimpijskimi. W 1980 zdobył brąz w klasie Soling, wspólnie z nim płynęli Anastasios Bunduris i Aristidis Rapanakis. W klasie Soling był srebrnym medalistą mistrzostw globu w 1981.